# Віньєгра-де-Арріба
Віньєгра-де-Арріба (ісп. Viniegra de Arriba) — муніципалітет в Іспанії, у складі автономної спільноти Ла-Ріоха. Населення — 46 осіб (2009).
Муніципалітет розташований на відстані близько 190 км на північ від Мадрида, 60 км на південний захід від Логроньйо.

## Демографія
Динаміка населення (INE ):

## Галерея зображень

Розташування муніципалітету